# Na hranicích
Na hranicích je přírodní rezervace v katastrálním území Bukovina u Turnova v okrese Semily v Libereckém kraji. Oblast spravuje Agentura ochrany přírody a krajiny ČR – regionální pracoviště Liberecko. Přírodní rezervace je součástí evropsky významné lokality Natura 2000 Průlom Jizery u Rakous a chráněné krajinné oblasti Český ráj.

## Předmět ochrany
Předmětem ochrany je bukový porost s hojným výskytem přesličky obrovské (Equisetum telmateia). Ojediněle se zde vyskytuje též chráněná okrotice bílá (Cephalanthera damasonium) z čeledi vstavačovitých.

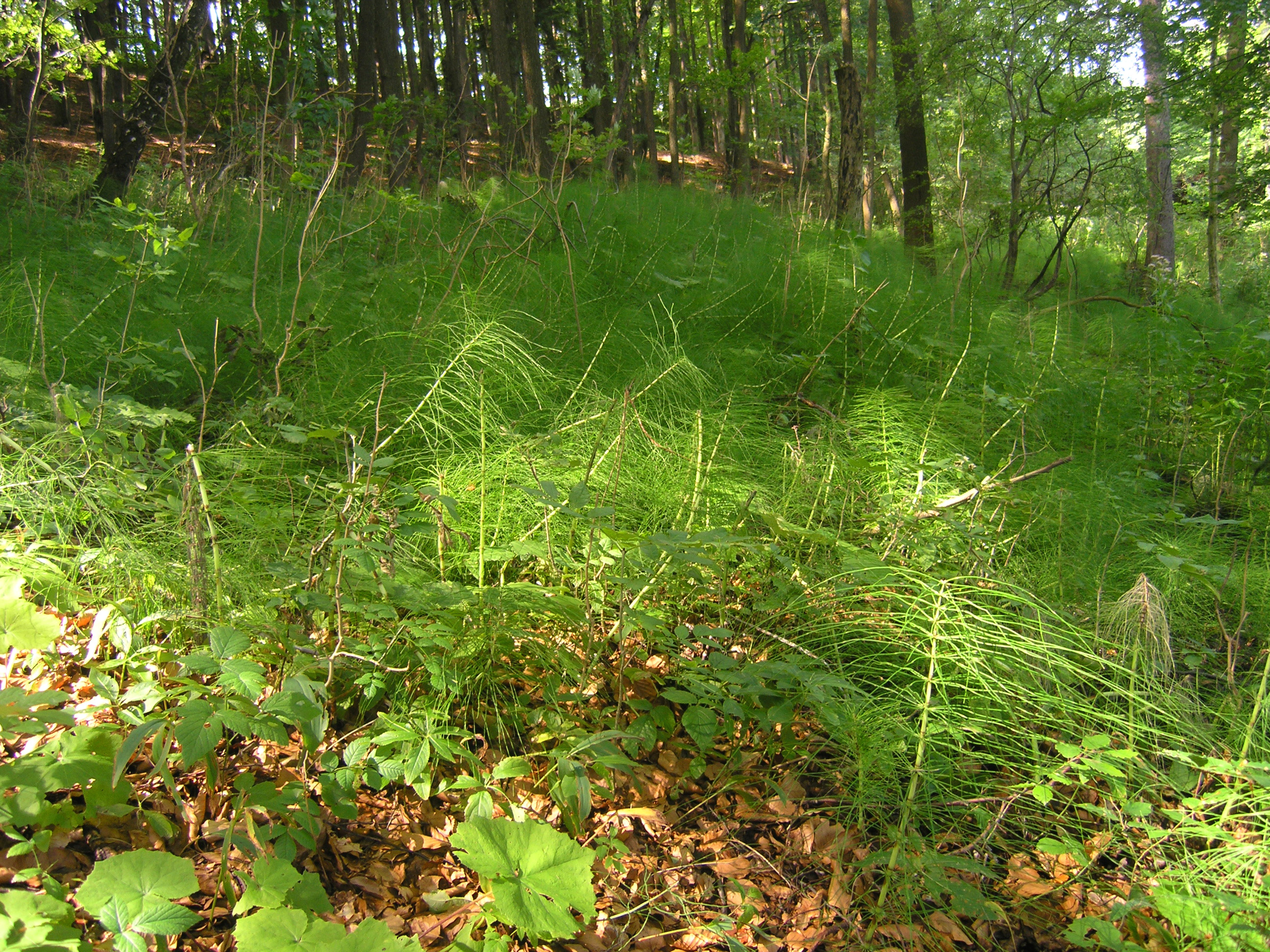
Porost přesličky největší (Equisetum telmateia Ehrh.)
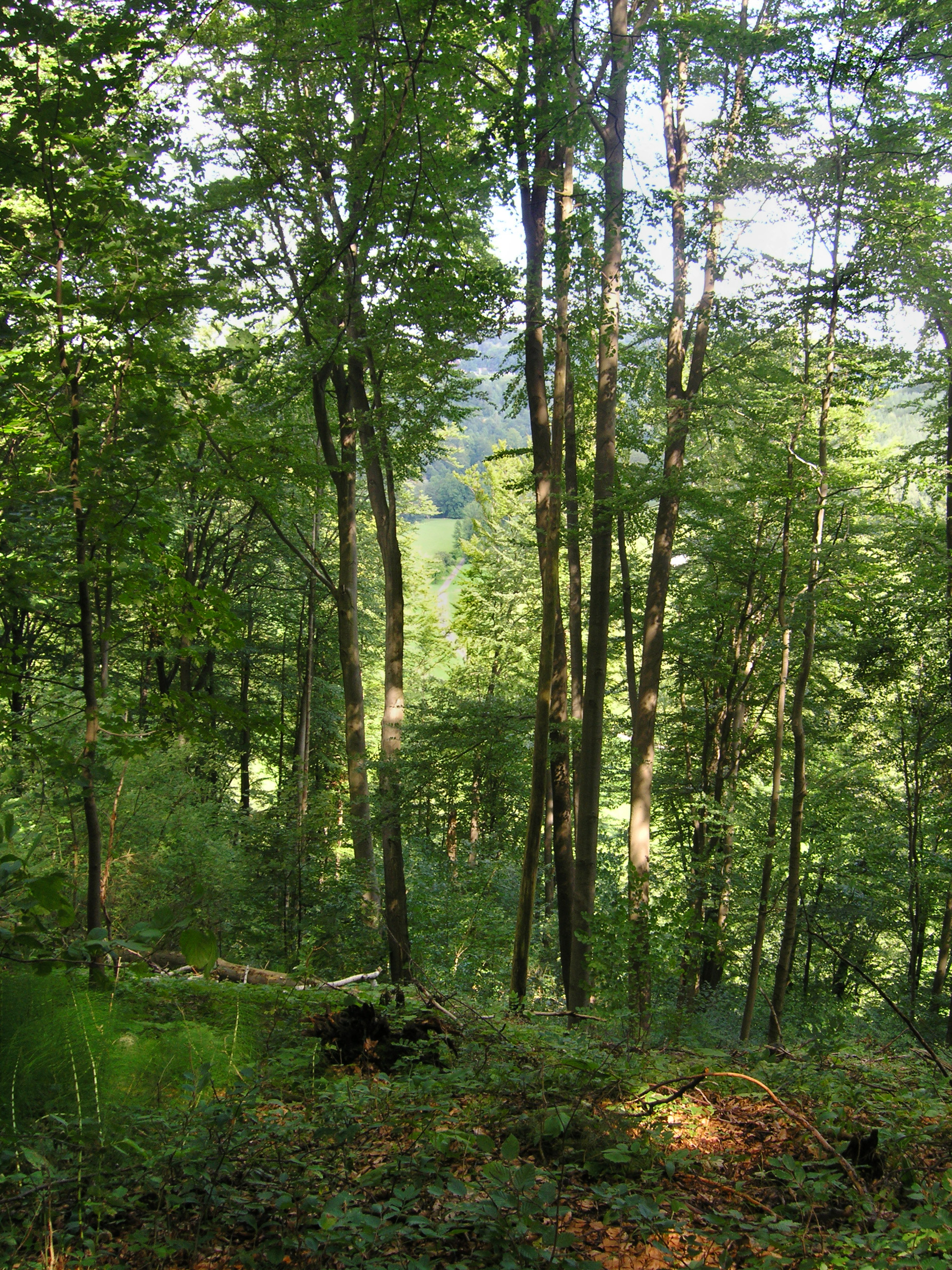
Přírodní rezervace Na hranicích
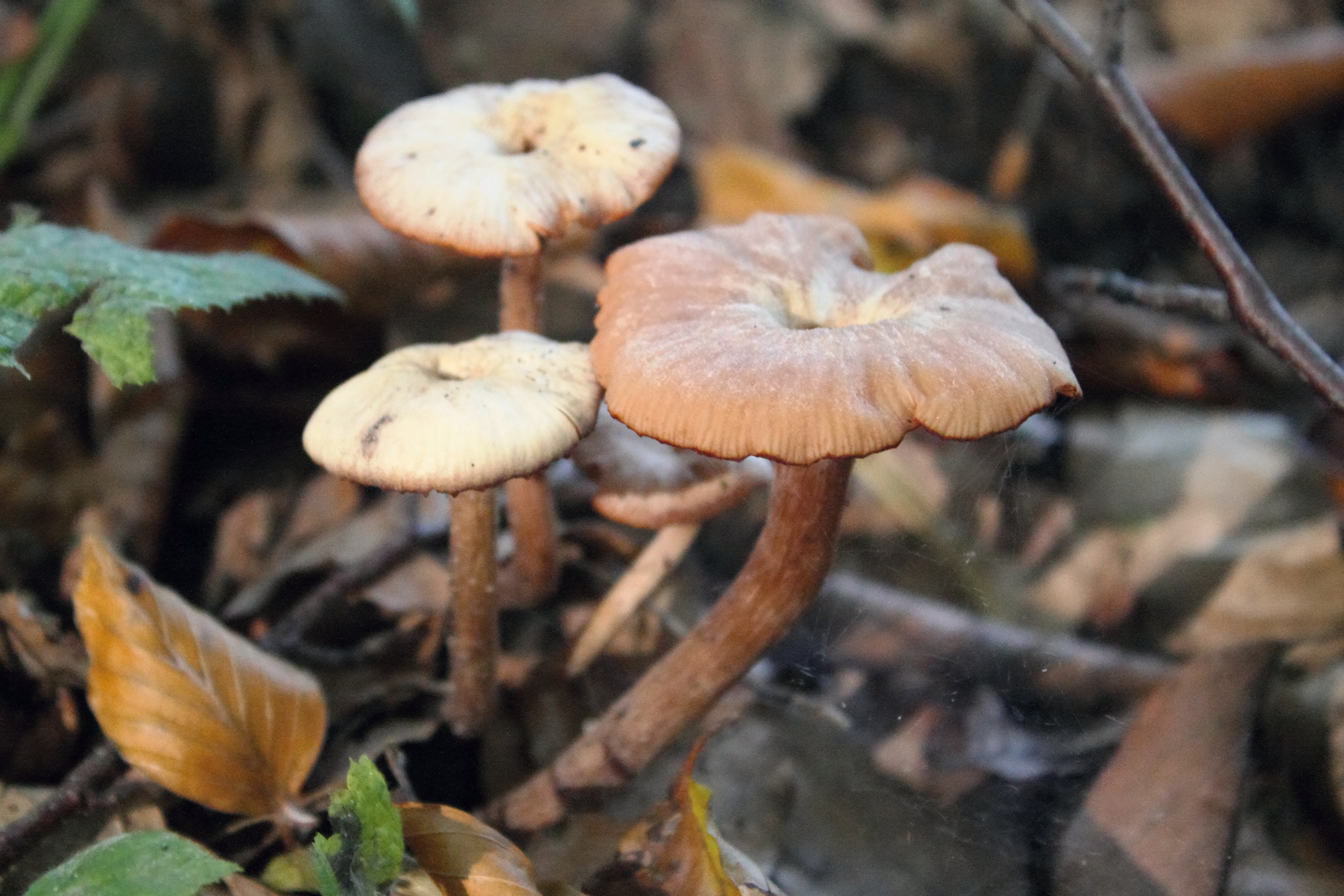
Houby v přírodní rezervaci

## Přístup
Přírodní rezervace se nachází na pravém břehu Jizery v ohybu řeky na strmém svahu. Přímo na chráněné území žádná značená cesta nevede, ve vzdálenosti několika desítek metrů od hranic rezervace však prochází červeně značená Zlatá stezka Českého ráje a zároveň i cyklotrasa č. 4007. Do Bukoviny zajíždějí městské autobusy z Turnova, nejbližší železniční zastávka je v Dolánkách na trati z Turnova do Staré Paky.